# Trsť rákosovitá

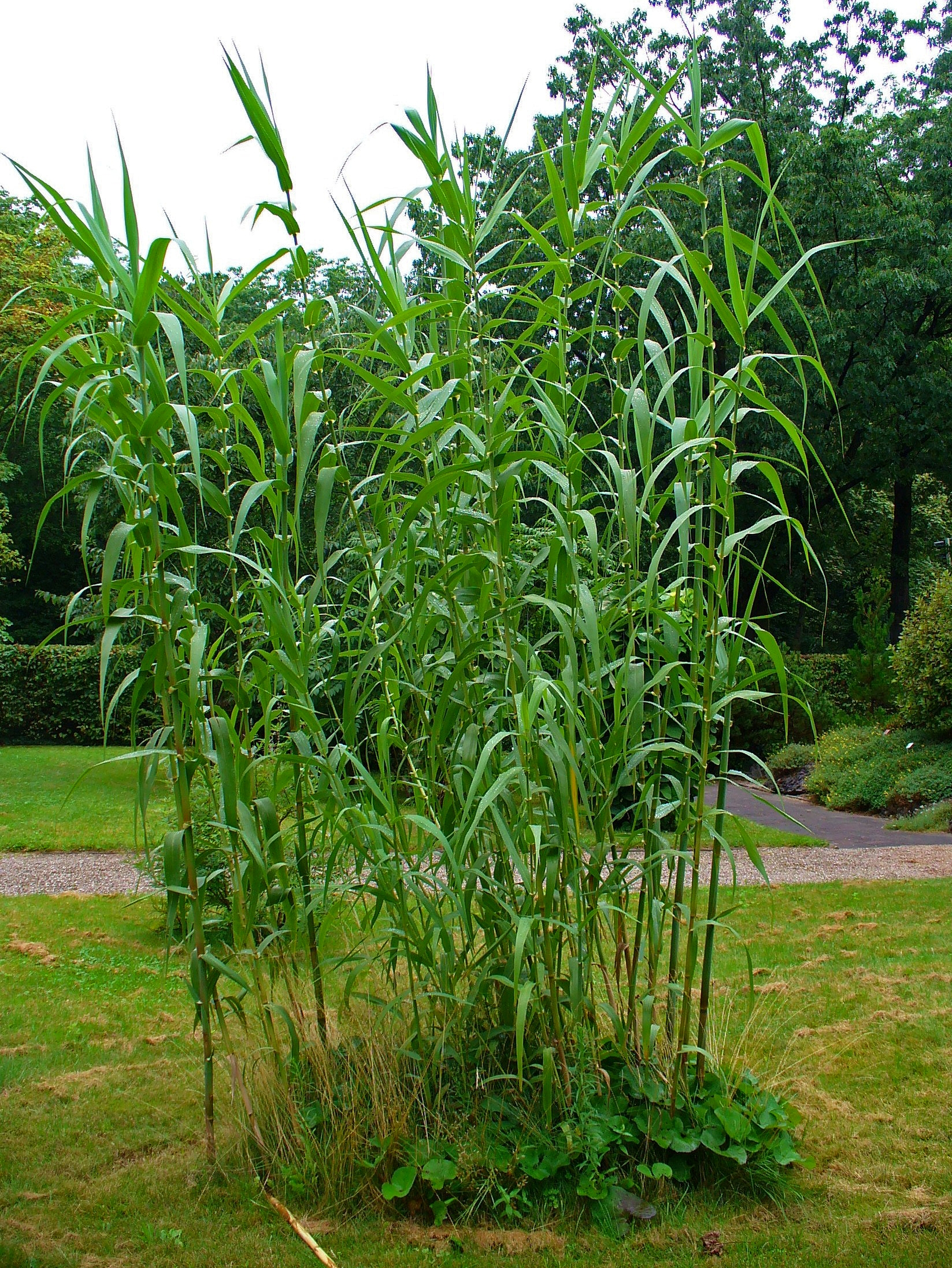
Solitéra v parku (Arundo donax)

Trsť rákosovitá nebo tresť rákosovitá (Arundo donax) je vysoká travina rákosovitého vzhledu z čeledě lipnicovitých, kde je tento rod řazen do tribu Arundineae v podčeledi Arundinoideae.

## Rozšíření
Za místo původu trstě rákosovité je považována oblast od Středozemí po Indii. V současností roste téměř ve všech subtropických a tropických oblastech, kde je dostatek vláhy, množí se semeny a mnohem častěji oddenky. Postupně se zabydluje od pobřežních oblastí podél vodních toků do vnitrozemí, vyhovuje ji vlhká půda bohatá na živiny. Původně byla v mnoha oblastech vysazována jako protierozní ochrana břehů vodních kanálů, v současnosti je trsť rákosovitá počítána mezi 100 nejinvazivnějších druhů světa. Vytváří husté shluky homogenních porostů a vytlačuje původní druhy rostlin. Ve volné přírodě České republiky neroste.

## Popis
Jsou to vysoké, vytrvalé traviny dosahující běžně výšek 3 až 6 m, vzácně i 10 m, v půdě jsou dobře ukotveny plazivými oddenky. Hustě olistěná stébla rostlin jsou 4 až 6 cm tlustá, na bázi dřevnatí, postupně se rozvětvují okolo dominantních stonků. Listy jsou střídavé, výrazně dvouřadé, modrozelené, podlouhle kopinaté, až 60 cm dlouhé a 8 cm široké, na okrajích drsné. Pochvy listů jsou delší než internodia. Listy bez zřetelné nervatury nemají řapíky, od stébla odstávají. Je to největší evropská tráva.
Na konci sekundárních nebo terciárních odboček stébel jsou hustá, zprvu načervenalá květenství, opeřené laty dlouhé až 70 cm jsou složené s postranně stlačených 2 až 4 květných klásků dlouhých 12 až 18 mm se 2 až 7 květy. V klásku je jen několik fertilních květů. Květy jsou oboupohlavé se 3  tyčinkami, prašníky mají dlouhé 2,5 až 3,5 mm, semeníky jsou lysé. Plevy bez osin jsou delší než podlouhlé, vejčité špičaté pluchy. Kvete od srpna do října. Obilka je 1 až 1,5 mm dlouhá.
Mezi její přirozené nepřátele patří rzi rodů Dasturella i Puccinia a larvy nosatce Sphenophorus piceus.

## Využití
Mimo výše zmíněné antierozivní ochrany půd jsou mladé rostliny vhodné ku spásání dobytkem a dospělých rostlin se využívá k pokrývání střech u domorodých staveb.
Ve starověku se stébel používalo pro psaní na papyrus, dále sloužily k výrobě lehkých vycházkových holí, rybářských prutů a píšťal pro různé exotické hudební nástroje jižních krajů (např. panova flétna – syrinx). Nadále se z rostlin tradičních plantáží na Francouzské riviéře vyrábějí rezonanční plátky pro dechové hudební nástroje.
Používá se také v okrasném zahradnictví jako solitéry, jsou vypěstovány rozličné různě vysoké kultivary s panašovanými listy. V zimě v našich klimatických podmínkách může vymrznout, v chladnějších oblastech nekvete.

## Taxonomie
Rod trsť (Arundo) je rozdělen do třech druhů:
- Arundo donax L., 1753
- Arundo formosana Hack., 1899 – rozšířena na Tchaj-wanu a Filipínách, je nižší, chladnomilnější a méně agresivní.
- Arundo pliniana Turra, 1765 – roste v jižní Evropě, severní Africe a na Blízkém východě, je nižší a méně rozpínavá.